# Félix Sánchez Bas
Félix Sánchez Bas (Barcelona - 13 de dezembro de 1975) é um técnico espanhol. Comandava a Seleção Equatoriana até o Dia 4 de Julho, quando foi eliminado nas quartas de finais para Argentina nos Pênaltis, Na Copa America  de 2024. 

## Carreira
Treinador de juniores do Barcelona, Sánchez mudou-se para o Qatar em 2006 e ingressou na Aspire Academy. Em 2013, ele foi nomeado técnico do time sub-19 do Qatar, vencendo o AFC U-19 Championship do ano seguinte. 
No dia 3 de julho de 2017, depois de uma passagem pela Seleção Qatariana de Futebol Sub-20 e sub-23, Sánchez substituiu o uruguaio Jorge Fossati no comando do time principal.

## Honras
Qatar
- Campeonato AFC Sub-19 : 2014
- Copa da Ásia: 2019